# Кроули, Алистер
А́листер Кро́ули (англ. Aleister Crowley; при рождении Э́двард Алекса́ндр Кроули (англ. Edward Alexander Crowley); 12 октября 1875 — 1 декабря 1947) — английский оккультист, поэт, художник, писатель и альпинист, один из «видных идеологов оккультизма» XX века. Основатель религиозного течения Телемы, считавший себя пророком, которому в начале XX века было предначертано вести человечество к Эону Гора. Плодовитый писатель, много публиковавшийся на протяжении всей своей жизни, а также создатель собственной колоды «Таро Тота».
Кроули родился в богатой семье в городе Ройал-Лемингтон-Спа, графство Уорикшир. Он отказался от фундаменталистской веры, которую исповедовали его родители, — христианских Плимутских братьев, — проявив интерес к западному эзотеризму. Кроули получил образование в Тринити-колледже Кембриджского университета, где сосредоточил своё внимание на альпинизме и поэзии, результатом чего стал выпуск нескольких публикаций. Некоторые биографы утверждают, что в этот период он был завербован британской разведкой, предполагая, что он оставался шпионом на протяжении всей своей жизни. В 1898 году Кроули примкнул к эзотерическому Герметическому ордену «Золотой зари», где его обучали церемониальной магии Сэмюэль Лидделл Макгрегор Мазерс и Аллан Беннетт. Переехав в манор Болескин-Хаус на озере Лох-Несс в Шотландии, он отправился в Мексику заниматься альпинизмом с Оскаром Эккенштейном, после чего начал изучать индуистские и буддийские практики в Индии. В 1904 году женился на Роуз Эдит Келли, с которой провёл медовый месяц в Каире, где, по его утверждениям, с ним связалась сверхъестественная сущность по имени Айвасс, которая даровала ему «Книгу закона», священный текст, который послужил основой для Телемы. Объявляя о начале Эона Гора, текст книги провозглашал, что её последователи должны «делать то, что им вздумается» и стремиться познать свою «истинную волю» посредством практики Магики.
После неудачной попытки восхождения на Канченджангу и визита в Индию и Китай Кроули вернулся в Британию, где привлёк к себе внимание как автор стихов, романов и оккультной литературы. В 1907 году он и Джордж Сесил Джонс основали эзотерический Орден A∴A∴, через который они распространяли учение Телемы. В 1912 году во время визита в Алжир он был посвящён в эзотерический Орден восточных тамплиеров (О. В. Т.), базирующийся в Германии, став лидером его британской ветви, которую переосмыслил в соответствии со своими телемитскими верованиями. Посредством О. В. Т. группы телемитов были созданы в Великобритании, Австралии и Северной Америке. Кроули провёл Первую мировую войну в США, где занялся живописью и агитировал за военные действия Германии против Великобритании, позже объявив, что пытался примкнуть к прогерманскому движению, чтобы помочь британским спецслужбам. В 1920 году он основал Аббатство Телемы, религиозную общину в Чефалу, на Сицилии, где жил со своими последователями. Его распутный образ жизни привёл к разоблачениям в британской прессе, и итальянское правительство депортировало его через три года. Следующие два десятилетия Кроули проживал между Францией, Германией и Великобританией и продолжал продвигать религию Телемы до самой своей смерти.
Кроули получил широкую и скандальную известность при жизни, будучи приверженцем рекреационного использования наркотиков, бисексуалом и индивидуалистским социальным критиком. Современная ему пресса называла Кроули «самым испорченным человеком в мире». По сей день остаётся влиятельной фигурой в западном эзотеризме и контркультуре, считается пророком среди телемитов. На основе жизни оккультиста был издан ряд биографий и научно-исследовательских работ.

## Ранние годы

### Юность: 1875—1894
Эдвард Александр Кроули родился на Кларендон-сквер, 30 в курортном городе Ройал-Лимингтон-Спа, графство Уорикшир, 12 октября 1875 года. Его отец, Эдвард Кроули (1829—1887), получил образование инженера, но его доля в прибыльном семейном пивоваренном бизнесе, Crowley’s Alton Ales, позволила ему уйти на пенсию ещё до рождения сына. Мать Кроули, Эмили Берта Бишоп (1848—1917), происходила из семейства Девоншир-Сомерсет, и у неё были натянутые отношения с сыном; в минуты раздражения она называла его «Зверем», предсказанным в «Откровении Иоанна Богослова» (англ. the Beast), — именем, которое ему чрезвычайно нравилось. Пара поженилась в Лондоне в офисе регистрации Кенсингтона и Челси в ноябре 1874 года. Отец Кроули был квакером, однако впоследствии обратился в Исключительные братья, подгруппу христианского фундаменталистского течения, известного как Плимутские братья, Эмили также присоединилась к этому религиозному направлению после замужества, став христианкой. Отец Кроули был очень набожным человеком; он проводил своё свободное время в качестве странствующего проповедника и каждый день после завтрака читал главу из Библии своей жене и сыну. В 1881 году, спустя год после смерти их новорождённой дочери Грейс Мэри Элизабет, семейство Кроули переехало в Редхилл, графство Суррей. В возрасте 8 лет Эдвард Александр был отправлен в евангельскую христианскую школу-интернат имени Х. Т. Хабершона в Гастингсе, а затем в подготовительную школу Эбор в Кембридже, которой руководил преподобный Генри д’Арси Чампни, которого Кроули считал садистом.
В марте 1887 года, когда Кроули было 11 лет, его отец умер от рака языка. Позже Кроули назвал это поворотным моментом в жизни, так как он всегда восхищался отцом, описывая его как своего «героя и друга». Унаследовав треть отцовского состояния, он превратился в школьного дебошира, из-за чего подвергался жестоким наказаниям со стороны Чампни; вскоре у него развилась альбуминурия, и мать забрала его из учебного заведения. Кроули продолжил обучение в Малвернском колледже и Тонбриджской школе, которые, по его словам, презирал и покинул уже через несколько триместров. В этот период он стал всё более скептически относиться к христианству, указывая на несоответствия в Библии преподавателям религии, и пошёл против христианской морали своего религиозного воспитания, начав курить, мастурбировать и заниматься сексом с проститутками, от которых заразился гонореей. Отправленный жить под опеку представителей Исключительных Братьев в Истборн, он прошёл курсы химии в местном колледже. Кроули интересовался шахматами, поэзией и альпинизмом — в 1894 году он поднялся на Бичи-Хед, прежде чем побывать в Альпах и присоединиться к Шотландскому альпинистскому клубу. В следующем году он вернулся в Бернские Альпы, покорив вершины Айгер, Юнгфрау, Мёнх и Веттерхорн, а также побывав на леднике Трифт в Альпах.

### Учёба в Кембриджском университете: 1895—1898
Сменив имя на Алистер, в октябре 1895 года Кроули начал трёхлетний курс обучения в кембриджском Тринити-колледже, где поступил на факультет гуманитарных наук для изучения философии. С одобрения своего личного наставника он вскоре переключился на английскую литературу, которая в то время не входила в обязательную учебную программу. Кроули проводил большую часть свободного времени в университете, занимаясь своими хобби. Он стал президентом студенческого шахматного клуба и практиковался в игре по два часа в день, одно время всерьёз рассматривая профессиональную карьеру шахматиста. Также он очень любил литературу и поэзию, особенно произведения Ричарда Фрэнсиса Бёртона и Перси Биша Шелли. Многие из его собственных стихов публиковались в студенческих изданиях, таких как The Granta, Cambridge Magazine и Cantab. Кроули продолжал заниматься альпинизмом, в период с 1894-го по 1898-й ежегодно проводя отпуск в Альпах, зачастую путешествовал со своим другом Оскаром Эккенштейном, а в 1897 году совершил первое восхождение на Мёнх без гида. Благодаря этим заслугам его признали в альпийском сообществе альпинистов.
«В течение многих лет я ненавидел, когда меня называли Аликом, отчасти из-за неприятного звука и вида этого слова, отчасти потому, что этим именем меня называла мать. Меня не устраивало имя Эдвард, а уменьшительные Тед или Нед были ещё менее уместны. Александр было слишком длинным, а Сэнди подразумевало наличие белокурости и веснушек. Я прочитал в какой-то книге, что наиболее подходящим для прославления является имя, состоящее из дактиля, за которым следует спондей, как в конце гекзаметра: наподобие Джереми Тейлора. «Алистер Кроули» подходило под эти условия, кроме того, Алистер — это гаэльская форма имени Александр. Принять его — удовлетворяло моим романтическим идеалам».
Кроули пережил свой первый полноценный мистический опыт во время отпуска в Стокгольме в декабре 1896 года. Несколько биографов, в том числе Лоуренс Сутин, Ричард Качински и Тобиас Чертон, придерживаются мнения, что он являлся результатом первого однополого сексуального опыта Кроули, который позволил ему признать свою бисексуальность. В Кембридже Кроули вёл активную половую жизнь с женщинами — в основном с проститутками, от одной из которых он заразился сифилисом, — но в конце концов стал участвовать в однополых связях, несмотря на их незаконность. В октябре 1897 года он познакомился с Гербертом Чарльзом Поллиттом, президентом театрального клуба «Footlights» при Кембриджском университете, с которым у него начался роман. Они расстались, потому что Поллитт не разделял растущего интереса Кроули к западной эзотерике, об этом разрыве последний сожалел долгие годы.
В 1897 году Кроули отправился в Российскую империю — в Санкт-Петербург. Впоследствии он утверждал, что таким образом пытался выучить русский язык, поскольку подумывал о будущей карьере дипломата.
В октябре 1897 года непродолжительная болезнь Кроули подтолкнула его к размышлениям о смертности и «тщетности всех человеческих усилий», и он отказался от всех мыслей о дипломатической карьере в пользу занятия оккультизмом. В марте 1898 года он захотел «лично пообщаться с дьяволом» и приобрёл книгу «The Book of Black Magic and of Pacts» Артура Эдварда Уэйта, в которой, впрочем, не оказалось инструкций для ритуала, после чего Кроули переключил своё внимание на «The Cloud Upon the Sanctuary» Карла фон Эккартсгаузена, продолжая углубляться в оккультную тему. Затем он ознакомился с «Kabbala Denudata» Самуэля Лиддела Макгрегора Мазерса, однако счёл её слишком сложной, что только подогрело его любопытство. В 1898 году Кроули на собственные средства опубликовал 100 экземпляров своей поэмы «Aceldama: A Place to Bury Strangers In», которая не сыскала популярности. В том же году он опубликовал ряд других стихотворений, в том числе «Белые пятна», декадентский сборник эротической поэзии, который было решено печатать за границей, так как британские власти могли запретить его публикацию на родине. В июле 1898 года Кроули покинул Кембридж, не получив какой-либо учёной степени, несмотря на высшие оценки так называемого «первого класса» на экзаменах 1897 года и стабильные результаты с показателями «второго» до этого.

### Герметический орден «Золотой зари»: 1898—1903
В августе 1898 года, во время визита в Церматт, Кроули познакомился с химиком Джулианом Л. Бейкером, в беседе с которым выявил их общий интерес к алхимии. После возвращения в Лондон Бейкер познакомил Кроули с Джорджем Сесилом Джонсом, своим зятем и одним из членов основанного в 1888 году оккультного общества, известного как Герметический орден «Золотой зари». Джонс не только предложил Кроули вступить в Орден, но и одолжил ему «Книгу святой магии Абрамелина» в переводе Сэмюэля Мазерса, а также дал некоторые предварительные наставления. Именно этот гримуар вдохновил Кроули на изучение практической магии. 18 ноября 1898 года Кроули был посвящён во Внешний орден «Золотой зари» лидером организации Сэмюэлем Лидделлом Макгрегором Мазерсом. Церемония проходила в Храме Исиды-Урании Золотой Зари в лондонском Зале имени Марка Мейсона, где Кроули взял магический девиз и имя «Брат Пердурабо» (англ. Frater Perdurabo), которые он интерпретировал как «Я буду терпеть до конца».
Кроули переехал в роскошную квартиру на Чансери-лейн и вскоре пригласил старшего члена «Золотой зари» Аллана Беннетта жить с ним в качестве своего личного магического наставника. По большей части Беннетт обучал Кроули церемониальной магии и ритуальному использованию наркотиков — в том числе вместе выполняя ритуалы Гоэтии — до тех пор пока не уехал в Южную Азию изучать буддизм. В ноябре 1899 года Кроули приобрёл Болескин-Хаус — манор на берегу озера Лох-Несс, близ деревушки Фойерс, переехав туда осенью 1899 года. Начав жить в Шотландии, он влюбился в местную культуру, стал называть себя «Лэрдом Болескина», а также носить традиционную одежду горцев даже во время визитов в Лондон. В период проживания на Чансери-лейн оккультист именовал себя графом Сваревым. Теперь же (по мнению Элика Хоува, чтобы угодить Мазерсу) он не только принял имя Макгрегор, но и включил орденский девиз Мазерса в свою эмблему на гербовой бумаге. На фоне этих событий Кроули продолжал писать стихи, опубликовав в период с 1898-го по 1899 годы ряд новых произведений: «Jezebel and Other Tragic Poems», «Tales of Archais», «Songs of the Spirit», «Appeal to the American Republic» и «Jephthah». Большинство из них получило неоднозначные отзывы литературных критиков, однако наиболее успешным считался «Jephthah».
Кроули прошёл низшие ступени «Золотой зари» и начал претендовать на посвящение во внутренний, Второй орден братства. Он был непопулярен в организации из-за бисексуальности и распутного образа жизни. Плохая репутация стала причиной вражды с некоторыми её видными членами, включая Уильяма Йейтса и Флоренс Фарр, вследствие чего лондонский храм «Золотой зари» отказался проводить процедуру посвящения Кроули во Второй орден. Тогда он попросил о помощи Мазерса, приехав к нему в Париж, и тот пренебрёг решением своих коллег, лично инициировав Кроули в «Младшие адепты». Между Мазерсом и лондонскими членами «Золотой зари», недовольными его автократическим правлением, возник раскол. Действуя по приказу Мазерса, Кроули с помощью своей любовницы и соратницы Элейн Симпсон попытался захватить под контроль Хранилище адептов, помещение на Блайт-роуд, 36 в Западном Кенсингтоне, у членов храма. Когда дело было передано в суд, судья вынес решение в пользу последних, поскольку те заплатили за аренду помещения, в результате чего Кроули и Мазерс были изолированы от храма, а статус Алистера как «Младшего адепта» не был признан официально.
В 1900 году Кроули отправился в Мексику через США, поселился в Мехико и завязал отношения с местной женщиной. По мере того как в нём росла любовь к этой стране, он продолжал экспериментировать с церемониальной магией, изучая енохианские заклинания Джона Ди. Впоследствии он утверждал, что во время пребывания в Мексике был посвящён в масонство. Там же он сочинил пьесу, основанную на произведении Рихарда Вагнера «Тангейзер», а также серию стихов, опубликованных под общим названием «Oracles» (1905). В Мексике его посетил давний друг Оскар Эккенштейн. Вместе они совершили восхождения на несколько гор, в том числе Истаксиуатль, Попокатепетль и Колиму, последнюю из которых им пришлось покинуть из-за начавшегося извержения вулкана. Уехав из Мексики, Кроули направился в Сан-Франциско, а затем отплыл на Гавайи на борту «Nippon Maru». На корабле у него завязалась непродолжительная интрижка с замужней женщиной по имени Мэри Элис Роджерс — утверждая, что влюбился в неё, Кроули написал серию стихов, вдохновлённых их романом и позже опубликованных как «Alice: An Adultery» (1903).
Сделав небольшие остановки в Японии и Гонконге, Кроули добрался до Цейлона, где встретился с Алланом Беннеттом, изучавшим там шиваизм. Они провели некоторое время в Канди, прежде чем Беннетт решил посвятить себя буддийскому монашеству в традиции Тхеравады, отправившись для этого в Бирму. В свою очередь, Кроули решил совершить поездку по Индии, посвятив себя индуистской практике раджа-йоги, благодаря которой, как он утверждал, достиг духовного состояния дхьяны. Большую часть этого путешествия он провёл в храме Минакши в Мадурайе. Попутно Кроули активно сочинял стихи, которые впоследствии были выпущены в виде сборника «The Sword of Song» (1904). Там же он подхватил малярию, из-за чего пришлось лечиться от инфекции в Калькутте и Рангуне. В 1902 году в Индии к нему присоединился Эккенштейн и несколько других альпинистов: Гай Ноулз, Х. Пфанн, В. Уэссли и Жюль Жако-Гийармо. Вместе экспедиция Эккенштейна-Кроули совершила попытку восхождения на знаменитую вершину К2, которая в тот период считалась ещё непокорённой. Во время путешествия Кроули заболел гриппом, малярией и снежной слепотой, другие участники экспедиции тоже подхватили различные инфекции. В итоге они добрались до высоты 20 000 футов (6 100 м), прежде чем повернуть назад.
Приехав в Париж в ноябре 1902 года, Кроули наладил связи с другом и будущим шурином, художником Джеральдом Келли, и благодаря ему стал неотъемлемой частью местной творческой богемы. Находясь там, Кроули написал серию стихов о работе скульптора Огюста Родена, с которым поддерживал дружеские отношения. Впоследствии эти стихи были опубликованы под общим названием «Rodin in Rime» (1907). Одним из видных представителей парижской творческой среды был Уильям Сомерсет Моэм, который после беглой встречи с Кроули позднее использовал его в качестве прообраза для персонажа Оливера Хаддо в своём романе «Маг» (1908). В апреле 1903 года Кроули вернулся в Болескин-Хаус. В августе того же года он вступил с сестрой Джеральда, Роуз Эдит Келли (1874 - 1932) в «брак по расчёту», чтобы предотвратить её замужество по договорённости; свадьба потрясла семью Келли и испортила его дружбу с Джеральдом. Отправляясь в медовый месяц в Париж, Каир, а затем на Цейлон, Кроули проникся к Роуз настоящей любовью и активно занимался творчеством, чтобы доказать свою симпатию. Во время медового месяца он посвятил ей серию любовных стихов, впоследствии опубликованных под общим названием «Rosa Mundi and other Love Songs» (1906), а также написал религиозную сатиру «Why Jesus Wept» (1904).

## Создание и развитие Телемы

### Египет и «Книга Закона»: 1904
В феврале 1904 года Кроули и Роуз прибыли в Каир. Назвавшись принцем и принцессой, они сняли квартиру, в которой Алистер устроил храмовую комнату и начал призывать древнеегипетских божеств, попутно изучая исламский мистицизм и арабский язык. Согласно более поздним рассказам Кроули, в этой квартире у Роуз регулярно случались приступы бреда, во время которых она заявляла ему: «Они ждут тебя». 18 марта она объяснила, что под «ними» подразумевался египетский бог Гор, а 20 марта провозгласила, что «наступило равноденствие богов». Роуз отвела мужа в ближайший музей, где показала ему погребальную стелу VII века до н. э., известную как «Стела Анхефенхонсу»; Кроули считал, что номер экспоната — 666, число зверя в христианском вероисповедании — являлся знаком свыше, и в более поздние годы называл артефакт «Стелой откровения».
Согласно более поздним заявлениям Кроули, 8 апреля он услышал голос сверхъестественной сущности по имени Айвасс (посланник Гора или Хур-па-Краата), который обращался к нему через его жену. По словам оккультиста, он записывал всё, что говорил ему голос в течение трёх следующих дней, назвав итоговый текст Liber AL vel Legis или «Книгой закона». Писание провозглашало, что человечество вступает в новый Эон, а Кроули является его пророком. Также в нём говорилось, что в этом Эоне высшим моральным законом должен стать принцип: «Твори свою волю: таков да будет весь Закон», и что люди должны научиться жить в согласии со своей «истинной волей».
Эта книга и философия, которую она продвигала, стали краеугольным камнем религии Кроули, Телемы. По прошествии лет оккультист говорил, что в тот период он не был до конца уверен, что ему делать с книгой. Впоследствии он сетовал, что проигнорировал инструкции, которые ему предписывал выполнять её текст, такие как: украсть «Стелу откровения» из музея, обустроить свой личный остров и перевести писание на все языки мира. По словам Кроули, вместо этого он отправил машинописные тексты «Книги Закона» нескольким знакомым оккультистам (Эккенштейну, Беннетту и Джонсу), отложив рукопись в долгий ящик и перестав обращать на неё внимание. Алистер отправил копию текста и Мазерсу, а также по пути в Шотландию написал ему письмо, суть которого заключалась в том, что Тайные владыки (подразумевался Айвасс) покинули Мазерса и теперь будут контактировать напрямую с Кроули. По его мнению, таким образом он сам мог стать главой «Золотой Зари», и тем самым он фактически «объявил войну» бывшему наставнику. Позднее Кроули писал, что, вернувшись в Болескин-Хаус, он пришёл к выводу, что в отместку Мазерс начал использовать против него чёрную магию (воздействие выражалось в смерти нескольких собак и нападении на жену). Кроули всё лето призывал демона Вельзевула с целью навредить Ордену «Золотой зари» и лично Мазерсу. Мазерс, в свою очередь, исключил Кроули из Ордена.
С 1904 года Кроули начал активно публиковать художественные и оккультные тексты своего авторства, упоминавшиеся выше, а также выпустил «Малый ключ Соломона» в переложении Мазерса (без разрешения последнего и даже не указав его имя).

### Канченджанга и Китай: 1905—1906
28 июля 1905 года Роуз родила мужу первого ребёнка, девочку, которую назвали Лилит; чтобы развлечь выздоравливающую супругу, Кроули написал сборник порнографических рассказов — «Подснежники из сада пастора». В тот же период он основал издательскую компанию, посредством которой публиковал свою поэзию, и назвал её «Обществом распространения религиозной истины», тем самым пародируя название известной организации — «Общества распространения христианских знаний». Среди её первых публикаций было «Collected Works» под редакцией Айвора Бэка, старого друга Кроули. Его стихи были оценены критиками (как положительно, так и отрицательно), но никогда не продавались большими тиражами. Пытаясь привлечь больше внимания к своему творчеству, он учредил награду в размере 100 фунтов стерлингов за лучшее эссе о своей работе. Победителем стал Джон Фредерик Чарльз Фуллер, офицер британской армии и военный историк, в чьём эссе «The Star in the West» (1907) поэзия Кроули характеризовалась как одна из величайших из когда-либо написанных.
Кроули решил совершить восхождение на Канченджангу в непальских Гималаях, которая имела славу самой опасной горы в мире. Экспедиция, в состав которой также входили Жюль Жако-Гийармо, Чарльз Адольф Реймонд, Алексис Паше и Альчести К. Риго де Риги, была омрачена многочисленными ссорами между Кроули и остальными её участниками, так как они считали его поведение безрассудным. В конце концов часть альпинистов взбунтовалась против главенствующего положения Кроули, и с приближением темноты трое из них (Жако-Гийармо, де Риги и Паше) приняли решение начать спуск с горы с группой носильщиков, несмотря на предупреждения Кроули о том, что это было слишком опасно. В результате этого манёвра Паше и ещё несколько человек погибли из-за несчастного случая, в чём бо́льшая часть альпинистского сообщества обвинила Кроули.
Побывав с визитом в Харихарпуре, он принял участие в охоте на крупную дичь и написал гомоэротический труд «The Scented Garden». После Кроули встретился с Роуз и Лилит в Калькутте. Там на него было совершено нападение. Двое мужчин попытались его ограбить, Кроули применил против них огнестрельное оружие, и этот инцидент повлёк за собой его депортацию из Индии. Ненадолго навестив Беннетта в Бирме, Кроули решил совершить поездку по Южному Китаю вместе со своей семьёй. Выдвинувшись из Тэнчуна, он последовательно посетил Юнчхан, Дали, Куньмин, и Ханой. Известно, что на протяжении всего путешествия оккультист курил опиум. В дороге он уделял время чтению «Bornless Ritual», ежедневно взывая к своему Святому Ангелу-Хранителю.
После возвращения Роуз и Лилит в Европу Кроули направился в Шанхай, чтобы встретиться со своей старой подругой Элейн Симпсон, которая была очарована «Книгой Закона»; вместе они совершали ритуалы, пытаясь связаться с Айвассом. Затем Кроули отплыл в Японию, а после посетил Канаду, прежде чем отправиться в Нью-Йорк, где безуспешно пытался заручиться поддержкой для повторной экспедиции на Канченджангу. По прибытии в Великобританию оккультист узнал, что его дочь умерла от брюшного тифа в Янгоне, в чём впоследствии винил растущую алкогольную зависимость Роуз. Из-за эмоционального стресса его здоровье начало ухудшаться, и он перенёс серию хирургических операций. В тот же период Кроули имел мимолётные романы с актрисой Верой «Лолой» Невилл (урождённой Снепп) и писательницей Адой Леверсон.

### The A∴A∴ «Священные книги Телемы», Алжир и «Элевсинские мистерии»: 1907—1911
В феврале 1907 года Роуз родила от него вторую дочь, Лолу Заза.
Вместе со своим наставником Джорджем Сесилом Джонсом Кроули продолжал практиковать ритуалы Абрамелина в колсдонском отеле Ashdown Park Hotel, графство Суррей. Активно употребляя гашиш во время этих обрядов, он достиг состояния самадхи, что, по словам оккультиста, стало поворотным моментом в его жизни. Впоследствии Кроули написал эссе «The Psychology of Hashish» (1909), в котором отстаивал пользу этого наркотика как средства для погружения в мистицизм. С октября по декабрь оккультист активно трудился над текстами, которые позже были включены в сборник «Священные книги Телемы». Все они, по его словам, были получены от того же сверхъестественного источника. Позднее Кроули заявил, что после того как на чердаке поместья наткнулся на рукопись «Книги Закона», которую ранее считал утерянной, он окончательно принял себя как пророка религии Телемы и осознал свою миссию — распространить это учение по всему миру.
Наследство его отца постепенно истощалось. Пытаясь заработать денег, он был нанят Джорджем Монтегю Беннеттом, графом Танкервиллем, который попросил защитить его от колдовства. Признавая, что паранойя Беннетта связана с частым употреблением кокаина, Кроули взял его на отдых во Францию и Марокко, чтобы восстановить силы. В 1907 году он также начал принимать студентов, которых обучал оккультной и магической практике на платной основе. Виктор Нойбург, с которым Кроули познакомился в феврале 1907 года, стал его сексуальным партнёром и ближайшим учеником. В 1908 году пара совершила поездку по северу Испании, после чего отправилась в Танжер. В следующем году Нойберг переехал в Болескин, где он и Кроули занимались садомазохизмом. В этот период оккультист продолжал плодотворно писать, сочинив такие поэтические произведения, как «Ambergris», «Clouds Without Water» и «Konx Om Pax», а также попытавшись создать свою первую биографию — «The World’s Tragedy». Признавая популярность коротких рассказов в жанре ужасов, Кроули написал несколько собственных, некоторые из которых были напечатаны, а также опубликовал несколько статей в журнале Vanity Fair, редактором которого был его друг Фрэнк Харрис. Он также создал «Liber 777», книгу магических и каббалистических соответствий, заимствованных у Мазерса и Аллана Беннета.
В ноябре 1907 года Кроули и Джонс при поддержке Фуллера решили втроём основать оккультный орден, который должен был стать преемником «Золотой зари». В результате появилась организация с аббревиатурой A∴A∴, чья штаб-квартира и храм располагались на Виктория-стрит, 124 в самом центре Лондона, а её обряды во многом повторяли ритуалы Ордена «Золотой зари», но с добавлением телемитского базиса. В число первых её членов входили солиситор Ричард Ноэль Уоррен, художник Остин Осман Спейр, Гораций Шеридан-Бикерс, писатель Джордж Раффалович, Фрэнсис Генри Эверард Джозеф Филдинг, инженер Герберт Эдвард Инман, Кеннет Уорд и публицист Чарльз Стэнсфилд Джонс. В марте 1909 года Кроули начал выпуск выходящего два раза в год информационного бюллетеня под названием «Равноденствие», который должен был стать «официозом» A∴A∴; Кроули объявил его «печатным обозрением научного иллюминизма».
Кроули всё больше угнетал алкоголизм Роуз, и в ноябре 1909 года он развёлся с ней на основании своей супружеской измены. Опека над Лолой перешла к матери; бывшие супруги остались друзьями, и Роуз продолжала жить в Болескине. Однако со временем её алкогольная зависимость усугубилась, и в сентябре 1911 года она была помещена в больницу.
В ноябре 1909 года Кроули и Нойбург отправились в Алжир, совершив поездку по пустыне от Эль-Арбы до Аумале, Бу-Саада, а затем Да’ле Аддина, где Кроули занимался ежедневным чтением Корана. Во время поездки он призвал тридцать этиров енохианской магии, а Нойбург задокументировал результаты, позже опубликованные в «Равноденствии» под названием «The Vision and the Voice». После ритуала сексуальной магии, проведённого на вершине горы, Кроули также выполнил призыв к демону Хоронзону, включавший жертвоприношение. Результаты этого призыва Кроули назвал переломным моментом в своей магической карьере. Вернувшись в Лондон в январе 1910 года, Кроули обнаружил, что Мазерс подал на него в суд за публикацию секретов «Ордена Золотой Зари» в «Равноденствии»; суд вынес решение в пользу Кроули. Этот случай широко освещался в прессе, и оккультист приобрёл более широкую известность. Кроули наслаждался этим, не опровергая сенсационных заявлений о том, что он — сатанист и сторонник человеческих жертвоприношений, несмотря на то, что не являлся ни тем, ни другим.
Публичность привлекла к A∴A∴ новых членов, среди которых были Фрэнк Беннетт, Джеймс Бейли, Герберт Клоуз и Джеймс Виндрам, а также австралийская скрипачка Лейла Уодделл, которая вскоре стала любовницей Кроули. Решив распространить своё учение на более широкую аудиторию, оккультист разработал «Обряды Артемиды», публичную демонстрацию магии и символизма с участием членов A∴A∴, олицетворяющих различные божества. Впервые обряд был проведён в штаб-квартире A∴A∴; его участникам был предложен фруктовый пунш, содержащий пейот, чтобы усилить их впечатления. На обряде присутствовали различные представители прессы, которые в основном положительно отзывались об увиденном действе. В октябре и ноябре 1910 года Кроули решил организовать подобный перформанс, «Элевсинские мистерии», в Кэкстон-холле, Вестминстер; на этот раз отзывы прессы были неоднозначными. Кроули подвергся особой критике со стороны Вест де Венд Фентона, редактора газеты The Looking Glass, который назвал его «одним из самых кощунственных и хладнокровных злодеев современности». В статьях Фентона высказывалось предположение, что Кроули и Джонс были вовлечены в гомосексуальную активность; Кроули не возражал, но Джонс безуспешно подал в суд за клевету. Фуллер разорвал дружбу и отношения с Кроули из-за скандала, в свою очередь оккультист вместе с Нойбургом вернулся в Алжир для дальнейшей магической деятельности.
Кроули продолжал издавать «Равноденствие», а также публиковать различные художественные книги и поэзию, такие как «Ambergris», «The Winged Beetle» и «The Scented Garden», а также «The Triumph of Pan» Нойбурга и «The Whirlpool» Этель Арчер. В 1911 году Кроули и Уодделл отдыхали в Монтиньи-сюр-Луане, где он много писал, сочиняя стихи, рассказы, пьесы, а также создав 19 работ по магии и мистицизму, включая две последние «Священные книги Телемы». В Париже он встретил Мэри Дести, которая стала его следующей «Алой женщиной». Оккультист провёл с ней два магических ритуала в Санкт-Морице; полагая, что через неё вещал Аб-уль-Диз (англ. Ab-ul-Diz), один из Тайных владык. Основываясь на утверждениях Дести, прозвучавших пока она находилась в трансе, Кроули написал двухтомную «Книгу 4» (1912—1913) и в тот же период разработал термин «Магика» применительно к понятию паранормального явления, чтобы отмежевать его от сценической магии иллюзионистов.

### Ordo Templi Orientis и Парижская работа: 1912—1914
В начале 1912 года Кроули опубликовал «Книгу лжи», мистический труд, названный биографом Лоуренсом Сатином «его величайшим успехом в объединении талантов поэта, учёного и мага». Впоследствии немецкий оккультист Теодор Ройсс обвинил его в публикации в ней некоторых секретов своего собственного оккультного Ордена Ordo Templi Orientis (O.T.O.). Однако Кроули убедил Ройсса, что сходство было случайным, и они подружились. Ройсс назначил Кроули главой британского отделения O.T.O., Mysteria Mystica Maxima (M.M.M.) — на церемонии в Берлине последний принял магическое имя Бафомет и был провозглашён «X° Верховным Рексом и Верховным Великим Магистром Ирландии, Ионы и всех британцев» (англ. «X° Supreme Rex and Sovereign Grand Master General of Ireland, Iona, and all the Britons»). С разрешения Ройсса Кроули приступил к продвижению M. M. M. и переписыванию многих ритуалов O.T.O., которые в то время основывались по большей части на масонстве; тем не менее, в организации неоднозначно восприняли включение туда телемитских элементов. Восхищённый акцентом O.T.O. на сексуальной магии, Кроули разработал магический трактат, основанный на анальном сексе, и включил его в учебную программу для тех членов O. T. O., которые были инициированы в одиннадцатую степень Ордена.
В марте 1913 года Кроули взял на себя обязанности продюсера группы Ragged Ragtime Girls, ансамбля скрипачек во главе с Уодделл, когда они выступали в лондонском театре Old Tivoli. Впоследствии Кроули вместе с группой посетил Москву с серией концертов, пробыв там в течение шести недель. Во время этих гастролей у Кроули возник краткосрочный роман с венгеркой по имени Энни Ринглер, переросший в садомазохистские отношения. Находясь в Москве, Кроули продолжал писать пьесы и стихи, в том числе «Hymn to Pan» и «Gnostic Mass», телемический ритуал, который стал ключевой частью литургии O.T.O. Чартон высказывал мнение, что Кроули мог отправиться в Москву по приказу британской разведки, чтобы шпионить за революционными элементами. В январе 1914 года Кроули и Нойбург снимали квартиру в Париже, где первый был вовлечён в полемику вокруг нового памятника Оскару Уайльду за авторством Джейкоба Эпштейна. Вместе Кроули и Нойбург провели так называемую шестинедельную «Парижскую работу», период интенсивного ритуала, связанного с употреблением тяжёлых наркотиков, в котором они призывали богов Меркурия и Юпитера. В рамках ритуала пара совершала совместные акты сексуальной магии, иногда к ним присоединялся журналист Уолтер Дюранти. Вдохновлённый результатами «Работы», Кроули написал «Liber Agapé», трактат о сексуальной магии. Однако после парижских событий Нойбург начал дистанцироваться от оккультиста, что привело к спору между ними, в котором Кроули проклял его.

### США: 1914—1919
К 1914 году Кроули жил впроголодь, в основном полагаясь на пожертвования членов A∴A∴ и взносы в O.T.O. В мае он передал Болескин-Хаус в собственность М.М.М. по финансовым причинам, а в июле отправился заниматься альпинизмом в Швейцарские Альпы. В этот же период началась Первая мировая война. Выздоровев от приступа флебита, Кроули отправился в США на борту пассажирского теплохода «Лузитания» в октябре 1914 года. Приехав в Нью-Йорк, он поселился в отеле и начал зарабатывать деньги, публикуя материалы для американского издания Vanity Fair и выполняя внештатную работу для знаменитого астролога Эванджелин Адамс. Во время пребывания в городе он продолжал экспериментировать с сексуальной магией, используя мастурбацию, женщин-проституток и мужчин-клиентов турецкой бани; все эти встречи были зафиксированы в его дневниках.
Утверждая, что он имеет ирландские корни и является сторонником независимости Ирландии от Великобритании, Кроули начал поддерживать Германию в войне против Британии. Он стал участником нью-йоркского прогерманского движения, и в январе 1915 года Джордж Силвестер Вирек нанял его в качестве публициста для своей пропагандистской газеты The Fatherland, посвящённой сохранению нейтралитета США в этом конфликте. В последующие годы недоброжелатели осудили Кроули за это действие как предателя Британии. На самом деле Кроули был двойным агентом, работавшим на британские спецслужбы с целью проникновения и подрыва операции Германии в Нью-Йорке. Многие из его статей в The Fatherland были гиперболическими, например, о сравнении Вильгельма II с Иисусом Христом; в июле 1915 года он организовал рекламный трюк, о котором сообщила редакция The New York Times, в котором провозгласил независимость Ирландии перед Статуей Свободы; реальное намерение состояло в том, чтобы сделать немецкое лобби смешным в глазах американской общественности. Утверждалось, что он призывал военно-морской флот Германии к уничтожению «Лузитании», сообщив им, что это позволит оставить США за бортом военных действий, в то время как на самом деле надеялся, что это приведёт к тому, что США вступят в Первую мировую войну на стороне Великобритании.
В тот же период у Кроули завязались романтические отношения с Джинн Роберт Фостер, с которой он совершил поездку по Западному побережью. В Ванкувере, где находилась штаб-квартира Североамериканского O.T.O., он встретился с Чарльзом Стэнсфилдом Джонсом и Уилфредом Талботом Смитом, чтобы обсудить распространение Телемы на континенте. В Детройте он экспериментировал с пейотом в Parke-Davis, затем посетил Сиэтл, Сан-Франциско, Санта-Круз, Лос-Анджелес, Сан-Диего, Тихуану и Гранд-Каньон, прежде чем вернуться в Нью-Йорк. Там он подружился с Анандой Кумарасвами и его женой Алисой Ричардсон; с которой практиковал сексуальную магию в апреле 1916 года, после чего она забеременела, а затем у неё случился выкидыш. Позже в том же году Кроули отправился на «магическую пенсию» в хижину на берегу озера Паскуани, принадлежащую Эванджелин Адамс. Там он принял большую дозу наркотиков и провёл ритуал, после которого провозгласил себя «Мастером Терионом». Там же он написал несколько рассказов, основанных на книге Джеймса Джорджем Фрейзера «Золотая ветвь», и произведение в жанре литературной критики «The Gospel According to Bernard Shaw».
В декабре он посетил Новый Орлеан, свой любимый город в США, а февраль следующего года провёл с родственниками-евангелистами в Тайтусвилле, Флорида, позднее вернувшись в Нью-Йорк. В мае после печальной новости о смерти своей матери Кроули переехал к художнику и члену A∴A∴ Леону Энгерсу Кеннеди. После закрытия The Fatherland Кроули продолжил сотрудничать с Виреком, который назначил его редактором журнала об искусстве — The International. Оккультист использовал его страницы для продвижения Телемы, но вскоре это издание также перестало публиковаться. Затем он переехал в однокомнатную квартиру Родди Майнор, которая стала его любовницей и «Алой женщиной». Кроули считал, что через их ритуалы, которые он назвал «Работы Амалантры» (англ. The Amalantrah Workings), с ними связалась сверхъестественная сущность по имени Лам. Вскоре их отношения закончились.
В 1918 году Кроули отправился в магический ретрит, уехав в пустыню острова Эсопус на реке Гудзон. Здесь он начал перевод «Дао дэ цзин», нарисовал телемитские лозунги на прибрежных скалах и, как позже утверждал, пережил воспоминания из прошлых жизней, перевоплотившись в Гэ Сюаня, Папу Александра VI, Алессандро Калиостро и Элифаса Леви. Вернувшись в Нью-Йорк, он переехал в Гринвич-Виллидж, где начал жить с Лией Хирсиг — своей новой возлюбленной и «Алой женщиной». Он плотно увлёкся живописью, выставляя свои работы в Greenwich Village Liberal Club, за счёт чего привлёк внимание редакции газеты New York Evening World. При финансовой поддержке сочувствующих масонов Кроули возродил «Равноденствие» выпуском его третьего тома, известного как «The Blue Equinox». В середине 1919 года он провёл альпинистский отпуск в Монтоке, прежде чем вернуться в Лондон в декабре.

### Аббатство Телемы: 1920—1923
Вернувшись на родину, оставшийся без средств к существованию Кроули подвергся нападкам со стороны таблоида John Bull, который назвал его «предательской мразью» за связь с немецкими военными силами. Несколько друзей, осведомлённых о его разведывательной деятельности, убеждали Кроули подать на журнал в суд за клевету, но он решил отказаться от этой идеи. Из-за частых приступов астмы врач прописал Кроули героин, к которому он вскоре пристрастился. В январе 1920 года оккультист переехал в Париж, где арендовал дом в Фонтенбло вместе с Лией Хирсиг; вскоре к ним присоединилась Нинетт Шамуэй, и они начали жить «шведской семьёй», при этом вместе с ними жила новорождённая дочь Лии, Энн «Пупе» Лия. У Кроули была идея сформировать сообщество телемитов, которое он назвал «Аббатством Телемы» (англ. Abbey of Thelema) в честь «Телемского аббатства» (фр. Abbaye de Thélème) из сатирического романа Франсуа Рабле «Гаргантюа и Пантагрюэль». Сверившись с «Книгой Перемен», оккультист выбрал Чефалу на Сицилии в качестве места расположения будущего аббатства. Прибыв туда, 2 апреля он арендовал старинную виллу «Санта-Барбара» (англ. Villa Santa Barbara).
Переехав в коммуну с Хирсиг, Шамуэй и их детьми — Ханси, Ховардом и Пупе — Кроули описывал происходящее, как «абсолютное счастье … моё представление о рае». Жители аббатства носили мантии и проводили ритуалы во славу бога Ра, занимаясь этим в определённое время в течение дня, а также время от времени совершали гностические мессы, остальную часть дня следуя своим личным хобби. Ведя обширную переписку, Кроули продолжал рисовать, написал комментарий к «Книге Закона» и пересмотрел третью часть «Книги 4». Кроули придерживался в воспитании детей либертинажного подхода, позволяя им играть целыми днями напролёт и становиться свидетелями актов сексуальной магии. Иногда он ездил в Палермо, чтобы посещать мужские публичные дома и покупать продовольственные припасы, а также лекарства; его героиновая зависимость становилась всё более тяжёлой, а кокаин начал разъедать носовую полость. В коммуне не придерживались регулярного графика уборки, а дикие кошки и собаки свободно бродили по всему зданию, из-за чего место вскоре стало антисанитарным. Пупе умерла в октябре 1920 года, и вскоре после этого Нинетт родила дочь Астарту Лулу Пантеа.
В аббатство продолжали прибывать новые последователи, чтобы обучаться у Кроули. Среди них была голливудская кинозвезда Джейн Вульф, которая приехала на виллу в июле 1920 года, где была посвящена в A∴A∴ и стала секретарём оккультиста. Ещё одним был Сесил Фредерик Рассел, который часто спорил с Кроули, испытывая неприязнь к актам однополой сексуальной магии, которые он должен был выполнять; он покинул коммуну через год. Более благосклонным последователем был австралийский телемит Фрэнк Беннетт, который также провёл несколько месяцев в аббатстве. В феврале 1922 года Кроули вернулся в Париж, где предпринял неудачную попытку избавиться от героиновой зависимости. Затем он отправился в Лондон в поисках денег, опубликовав в журнале The English Review серию статей с критикой Закона об опасных наркотиках и написал роман «Дневник наркомана», завершённый в июле. После публикации произведение получило смешанные отзывы; оно подверглось критике со стороны еженедельника Sunday Express, редакция которого призывала к его сожжению и использовала своё влияние, чтобы предотвратить дальнейшие его тиражи.
Впоследствии в аббатство переехал молодой телемит по имени Рауль Лавдей со своей женой Бетти Мэй; в то время как Лавдей был предан Кроули, Мэй ненавидела его и жизнь в коммуне. Позже она говорила, что её мужа заставляли пить кровь принесённой в жертву кошки, и что от них требовалось резать себя бритвами каждый раз, когда они использовали местоимение «я». Лавдей пил из находящегося поблизости ручья, и, оттого что вода в нём была загрязнённой, у него вскоре развилась инфекция печени, в результате которой в феврале 1923 года он умер. Вернувшись в Лондон, Мэй рассказала свою историю прессе, сделав её достоянием общественности. Редакция John Bull провозгласила Кроули «самым порочным человеком в мире» и «человеком, которого нам бы хотелось увидеть на виселице», и хотя Кроули считал многие из обвинений против него клеветой, он был не в состоянии оплатить судебные издержки, чтобы подать на издание в суд. В результате журнал продолжал свои нападки на Кроули, и его статьи об оккультисте перепечатывались в газетах по всей Европе и в Северной Америке. Фашистское правительство Бенито Муссолини узнало о деятельности Кроули, и в апреле 1923 года ему было направлено уведомление о депортации, вынудившее его покинуть Италию; без него аббатство закрылось.

## Последние годы

### Тунис, Париж и Лондон: 1923—1929
Кроули и Хирсиг отправились в Тунис, где ввиду всё ухудшавшегося здоровья Кроули вновь безуспешно попытался отказаться от героина. Там же он начал писать то, что называл своей «автоагиографией» — «Исповедями Алистера Кроули». В Тунисе к ним присоединился телемит по имени Норман Мадд, который стал консультантом Кроули по связям с общественностью. Наняв местного мальчика Мохаммеда бен Брахима своим слугой, Кроули отправился с ним в ретрит в Нефту, где они совместно практиковали сексуальную магию. В январе 1924 года оккультист выехал в Ниццу, где встретился с Фрэнком Харрисом, перенёс серию операций на носу и посетил Институт гармоничного развития человека, оставшись высокого мнения о его основателе Георгие Гурджиеве. Испытывая недостаток денежных средств, он взял на обучение состоятельного студента Александра Зу Золара, а также свою американскую последовательницу Дороти Олсен. Кроули отвёз Олсен обратно в Тунис для магического уединения в Нефте, где попутно сочинил «To Man» (1924), декларацию о своём статусе пророка, которому поручено нести Телему человечеству. Проведя зиму в Париже, в начале 1925 года Кроули и Олсен вернулись в Тунис, где он написал «The Heart of the Master» (1938), как отчёт о видении, которое он испытал в трансе. В марте Олсен забеременела, и Хирсиг была вызвана позаботиться о ней; у Олсен случился выкидыш, после чего Кроули забрал её обратно во Францию. Позже Хирсиг дистанцировалась от Кроули, который впоследствии осудил её за это.
По словам Кроули, Ройсс назначил его главой O. T. O. после своей смерти, однако это было оспорено лидером немецкой ветви организации Генрихом Транкером. Транкер созвал Хоэнлойбенскую конференцию в Тюрингие, на которой присутствовал Кроули. Там видные члены О. Т. О., такие как Карл Гермер и Марта Кюнцель, отстаивали лидерство Кроули, однако другие ключевые фигуры, такие как Альбин Грау, Оскар Хопфер и Генри Бирвен, поддержали Транкера, что привело к расколу в O. T. O.
Кроули разорвал отношения с Олсен в 1926 году после переезда в Париж. В последующие годы оккультист сменил множество любовников, с которыми экспериментировал посредством сексуальной магии. На протяжении всего этого времени здоровье Кроули оставалось слабым, в основном из-за его героиновой и кокаиновой зависимостей. В 1928 году Кроули был представлен молодому англичанину Израэлю Регарди, который был посвящён в Телему и стал личным секретарём Кроули на следующие три года. В том же году Кроули познакомился с Джеральдом Йорком, который стал отвечать за организацию финансов оккультиста, но так и не стал телемитом. Также Кроули подружился с гомосексуальным журналистом Томом Дрибергом; Дриберг тоже не принял Телему. Именно в этот период Кроули опубликовал одну из своих самых значительных работ «Магия в теории и практике», которой в то время уделялось мало внимания.
В декабре 1928 года Кроули познакомился с никарагуанкой Марией Терезой Санчес (1894 - 1955). Вскоре, оккультист был депортирован из Франции местными властями, которым не нравилась его репутация и которые опасались того, что он немецкий агент. Чтобы Санчес смогла жить с ним в Великобритании, Кроули женился на ней в августе 1929 года. В то же время базирующееся в Лондоне издательство "Mandrake Press" согласилось опубликовать его биографию в шести томах ограниченным тиражом, а также напечатать его роман «Лунное дитя» и сборник рассказов «Стратагема». В ноябре 1930 года издательство было ликвидировано, до того, как все тома «Исповедей Алистера Кроули» были опубликованы полностью. По фоне этих событий владелец Mandrake Press Перси Реджинальд Стивенсон написал книгу «The Legend of Aleister Crowley» — анализ освещения оккультиста в местных СМИ.

### Берлин и Лондон: 1930—1938
В апреле 1930 года Кроули переехал в Берлин, где его новым магическим партнёром стала Ханни Йегер; их отношения были крайне непростыми. В сентябре он отправился в Лиссабон, чтобы встретиться с поэтом Фернандо Песоа. Там он решил инсценировать свою смерть, провернув фальсификацию с помощью Пессоа на скальном образовании Бока-ду-Инферно. Затем оккультист вернулся в Берлин, где появился на публике спустя три недели, поучаствовав в открытии своей художественной выставки в галерее Neumann-Nierendorf. Картины Кроули пришлись к месту всеобщей моды на немецкий экспрессионизм; немногие из них были проданы, но отзывы в прессе были в основном положительными. В августе 1931 года у Кроули появилась новая возлюбленная — Берта Буш; у них были жестокие отношения, часто доходящие до взаимного рукоприкладства. Пребывая в столице Германии, он продолжал заводить романы как с мужчинами, так и с женщинами и встречался с такими известными людьми, как Олдос Хаксли и Альфред Адлер. В январе 1932 года он принял в качестве квартиранта коммуниста Джеральда Гамильтона поддерживающего движение Шинн Фейн, который стал его другом и познакомил со многими влиятельными фигурами ультралевого политического крыла Берлина (в том числе Эрнстом Тельманом); возможно, в то время Кроули действовал как шпион британской разведки, следя за коммунистическим движением.
«Я более сорока лет занимаюсь правоприменительной практикой в том или ином качестве. Я считал, что знаю все мыслимые формы зла. Я думал, что всё порочное и плохое было создано в то или иное время до меня. В данном случае я понял, что мы всегда можем узнать что-то большее, если проживём подольше. Я никогда не слышал столь ужасной, чудовищной, богохульной и отвратительной чепухи, как та, что была написана человеком (Кроули), который описывает себя вам как величайшего из ныне живущих поэтов».
В 1932 году Кроули расстался с Буш и вернулся в Лондон, где провозгласил своей новой «Алой женщиной» Перл Бруксмит. В Лондоне он перенёс очередную операцию на носу. В тот же период времени он был приглашён в качестве почётного гостя на литературный обед компании Foyles, кроме того, Гарри Прайс пригласил его для выступления в Национальной лаборатории психических исследований. Остро нуждаясь в денежных средствах, Кроули возбудил серию судебных дел против людей, оскорблявших его, некоторые из этих исков были удовлетворены. Иск против издательства Constable and Co за публикацию «Laughing Torso» Нины Хэмнетт (1932) — книги, на страницах которой, как утверждал Кроули, Хэмнетт клеветала на него, называя его оккультную практику «чёрной магией», — получил широкую огласку, однако Кроули проиграл дело. Судебный процесс усугубил его финансовые проблемы, и в феврале 1935 года он был объявлен банкротом. Во время слушаний выяснилось, что Кроули в течение нескольких лет тратил в три раза больше своего дохода.
В 1934 Кроули подружился с девятнадцатилетней Дейдре Патрисией О’Догерти; через пару лет между ними завязались близкие отношения, и оккультист предложил выносить ему ребёнка (который родился в мае 1937 года). Мальчика назвали Рэндаллом Гейром, отец дал ему прозвище Алистер Ататюрк. Кроули продолжал общаться с друзьями, устраивая вечеринки с карри, на которых он готовил для них особенно острую еду. В 1936 году оккультист опубликовал первую за шесть лет книгу «The Equinox of the Gods», которая содержала факсимиле «Книги закона» и считалась третьим томом третьего номера периодического издания «Равноденствие». Книга хорошо продавалась, в результате чего был напечатан дополнительный тираж.
В 1937 году Кроули прочитал серию публичных лекций по йоге в Сохо. Теперь оккультист жил в основном за счёт взносов, предоставленных Agape Lodge, калифорнийским отделением О.Т.О., возглавляемым учёным-ракетчиком Джоном Уайтсайдом «Джеком» Парсонсом. Кроули был заинтригован ростом нацизма в Германии и под влиянием своей подруги Марты Кюнцель считал, что Адольф Гитлер может обратиться в Телему. Однако, когда нацисты упразднили немецкую ветвь О.Т.О. и арестовали Гермера (впоследствии, пройдя несколько тюрем и концлагерей, он смог бежать в США), Кроули раскритиковал Гитлера как чёрного мага, который неверно понял суть оккультизма, чем сам себя и уничтожил.

### Вторая мировая война и смерть: 1939—1947
После начала Второй мировой войны Кроули написал в Управление военно-морской разведки, предлагая свои услуги, однако ему ответили отказом. Оккультист общался со множеством фигур в британском разведывательном сообществе того времени, включая Денниса Уитли, Роальда Даля, Яна Флеминга и Максвелла Найта, и утверждал, что стоял за появлением жеста «Виктория», впервые использованным Би-би-си; тем не менее, это никогда не было официально подтверждено. В 1940 году у него обострилась астма, и из-за отсутствия лекарств немецкого производства он вернулся к употреблению героина, вновь сильно пристрастившись к наркотику. После «Лондонского блица» Кроули переехал в Торки, где был ненадолго госпитализирован с астмой и развлекался посещениями местного шахматного клуба. Устав от курортной обстановки, он вернулся в Лондон, где его посетил американский телемит Грэди Макмёртри, которому Кроули присвоил титул «Гименей Альфа» (англ. «Hymenaeus Alpha»). Им было оговорено, что, хотя Гермер станет его непосредственным преемником, Макмёрти должен сменить Гермера на посту главы O.T.O. после смерти последнего. Вместе с O.T.O. по инициативе леди Фриды Харрис Кроули подготовил проект по производству колоды карт Таро, разработанной им и нарисованной леди Харрис. К колоде прилагалась «Книга Тота», выпущенная ограниченным тиражом издательством Chiswick Press в 1944 году. Чтобы поддержать нужды фронта, он написал прокламацию о правах человечества «Liber Oz» и стихотворение об освобождении Франции «Le Gauloise». Последней публикацией Кроули при жизни стал поэтический сборник «Olla: An Anthology of Sixty Years of Song». Другой его проект, «Aleister Explains Everything», был посмертно опубликован под названием «Магия без слёз».
В апреле 1944 года Кроули ненадолго переехал в деревню Астон Клинтон в Бакингемшире, где его посетила поэтесса Нэнси Кунард. Затем он отправился в Гастингс в Сассексе и поселился там в пансионе района Незервуд. Он нанял юношу по имени Кеннет Грант в качестве личного секретаря, обучая его магии вместо выплаты жалования. Его также познакомили с Джоном Саймондсом, которого он назначил своим литературным душеприказчиком; Саймондс был невысокого мнения о Кроули, позже опубликовав ряд его биографий, написанных в негативном ключе. Через иллюзиониста Арнольда Кроутера, с которым Кроули вёл переписку, он был представлен Джеральду Гарднеру, будущему основателю Гарднерианской викки. Они подружились, и Кроули разрешил Гарднеру возродить британское отделение О. Т. О., находившееся на тот момент в плачевном состоянии. Одной из посетительниц оккультиста была Элайза Мэриан Батлер, взявшая у него интервью для своей книги «The Myth of the Magus». Другие друзья Кроули и его семья также проводили с ним время, в том числе Доэрти и его сын Алистер Ататюрк.
Кроули умер 1 декабря 1947 года в Незервуде от хронического бронхита, усугублённого плевритом и дегенеративными изменениями миокарда, в возрасте 72-х лет. Его похороны прошли 5 декабря в брайтонском крематории; присутствовало около дюжины человек. Луис Уилкинсон зачитал отрывки из «Гностической мессы», «Книги Закона» и «Гимна Пану». Похороны вызвали резонанс в прессе и были названы таблоидами чёрной мессой. Тело Кроули было кремировано, его прах был отправлен Карлу Гермеру в США, который захоронил останки оккультиста в своём саду в Хэмптоне, штат Нью-Джерси.

## Убеждения и взгляды
Система убеждений Кроули, Телема, была описана учёными как религия, и, более конкретно, как новое религиозное движение, а также как «магика-религиозное учение». Помимо этого, она характеризовалась как одна из форм эзотеризма и современного язычества. Несмотря на то, что в качестве центрального текста Телемы использовалась «Книга Закона», составленная в 1904 году, в последующие годы она сформировалась как целостная система.
В своей биографии Кроули утверждал, что целью его жизни было «принести восточную мудрость в Европу и восстановить язычество в более чистой форме», хотя было не до конца ясно, что конкретно он имел в виду под термином «язычество». Мысли Кроули не всегда были связными и находились под влиянием множества источников, от восточных религиозных движений и практик, таких как индуистская йога и буддизм, до научного натурализма и различных течений в западном эзотеризме, среди которых центральное место занимали церемониальная магия, алхимия, астрология, розенкрейцерство, Каббала и Таро. Он также был погружён в эзотерические учения, о которых узнал от Герметического ордена «Золотой Зари», хотя и продвинулся дальше в своих интерпретациях и вариациях, чем кто-либо из членов Ордена. Кроули включил концепции и терминологию из южноазиатских религиозных традиций, таких как йога и тантра, в свою телемическую систему, полагая, что существует фундаментальное сходство между западной и восточной духовными системами. Историк Алекс Оуэн отмечал, что Кроули придерживался «modus operandi» декадентского движения на протяжении всей своей жизни.
Кроули считал, что XX век ознаменовал вступление человечества в Эон Гора, новую эру, в которой люди будут всё больше контролировать свою судьбу сами. По его мнению, этот Эон следовал из Эона Осириса, во время которого в мире доминировали патерналистские религии, такие как христианство, ислам и буддизм, и что он, в свою очередь, проистекал из Эона Исиды, который являлся материнским и в котором преобладало поклонение богине. Оккультист верил, что Телема — истинная религия Эона Гора, а также считал себя пророком этого нового Эона. Телема вращается вокруг идеи, что у каждого человека есть своя «истинная воля», которую он должен постичь и следовать ей всю жизнь, и что она существует в гармонии с «космической волей», пронизывающей всю Вселенную. Кроули назвал этот процесс поиска и познания своей «истинной воли» «Великой работой» или достижением «Знания и собеседования Святого Ангела-Хранителя». Его излюбленным методом осуществления этого процесса было выполнение «операции Абрамелина», церемониального магического ритуала, заимствованного из гримуара XVII-го века. Моральный кодекс «Делай, что хочешь», как полагают телемиты, является этическим законом их конфессии, хотя историк-религиовед Марко Паси отмечал, что он не был анархическим или либертарианским по своей структуре, поскольку Кроули рассматривал людей как часть более широкого общественного организма.

### Магика и теология
Кроули верил в объективное существование магии, для которой употреблял термин «Магика» (англ. «Magick») — более древнее, архаичное написание этого слова. На протяжении всей своей карьеры он по-разному определял это понятие. В своей книге «Магия в теории и практике» оккультист характеризовал Магику как «науку и искусство вызывать изменения в соответствии с волей» (имея в виду «истинную волю»). Он также говорил своему ученику Карлу Гермеру, что «Магика вступает в коммуникацию с людьми, которые существуют на более высоком уровне, чем наш. Мистицизм — это вознесение себя до их уровня». Кроули рассматривал Магику как некий компромисс между религией и наукой, приписывая к названию «Равноденствия» подзаголовок «Метод науки; цель религии» (англ. «The Method of Science; the Aim of Religion»). В этом периодическом издании он выражал положительное отношение к науке и научным методам и призывал магов вести подробные записи своих магических экспериментов: «Чем более научны будут записи, тем лучше». На его понимание магии также повлияли работы антрополога Джеймса Фрейзера, в частности, мнение о том, что магия являлась предшественницей науки в рамках культурной эволюции. Однако, в отличие от Фрейзера, Кроули не считал магию пережитком прошлого, требующим искоренения, а скорее полагал, что её необходимо адаптировать к новой научной эпохе. В соответствии с альтернативным сценарием оккультиста, старые системы магии должны были прийти в упадок (согласно концепции Фрейзера), чтобы наука и магия могли синтезироваться в Магику, которая одновременно признавала бы существование сверхъестественного и экспериментального подходов. Кроули сознательно выработал исключительно широкое определение Магики, в котором ей являлись все виды технологий, и адаптировал инструменталистскую интерпретацию магии, науки и техники.
Сексуальность играла важную роль в представлениях Кроули о магии и её практике и имела ключевое значение для Телемы. Кроули выделял три формы сексуальной магии — аутоэротическую, гомосексуальную и гетеросексуальную — и утверждал, что половые акты могут быть использованы для сосредоточения воли мага на определённых целях, таких как финансовая выгода или личный творческий успех. Для Кроули секс рассматривался как причастие, а потребление образующихся во время полового акта выделений интерпретировалось как Евхаристия. Подобные ритуалы зачастую представляли собой приготовление так называемых «пирожных света» — печенья, содержащего либо менструальную кровь, либо смесь спермы и вагинальных жидкостей. Гностическая месса — центральная религиозная церемония в Телеме.
«Для [Кроули] величайшей целью мага было слияние с высшей силой, связанной с источниками Вселенной, но он не слишком утруждал себя, чтобы определить эту силу последовательно; иногда это был Бог, иногда Единый, иногда богиня, а иногда собственный Святой Ангел-Хранитель или высшее Я. В конечном счёте он был доволен тем, что природа божественности оставалась загадкой. В результате он писал то как атеист, то как монотеист, а то как политеист».
Теологические убеждения Кроули были неясны. Историк Рональд Хаттон отмечал, что некоторые из работ Кроули можно использовать для доказательства того, что он был атеистом, в то время как некоторые исследователи поддерживают идею о том, что он был политеистом, а другие — мнение о том, что он был мистическим монотеистом. На основе учений из «Книги Закона» Кроули описал Святую Троицу центральных божеств, заимствованных из древнеегипетского пантеона: Нуит, Хадит и Ра-Хор-Хуит. В 1928 году оккультист заявил, что все «истинные» божества «произошли» от этой Троицы. По мнению Джейсона Джозефсона-Сторма, Кроули опирался на попытки учёных XIX века связать раннее христианство с дохристианскими религиями, такими как «Золотая ветвь» (англ. Golden Bough) Фрейзера, чтобы синтезировать христианское богословие и неоязычество, оставаясь при этом критичным по отношению к институциональному и традиционному христианству.
Как при жизни, так и после неё Кроули часто характеризовался как сатанист, как правило, недоброжелателями. Сам он заявлял, что не считает себя таковым и не поклоняется Сатане, поскольку не принимает христианское мировоззрение, в котором, как считается, существует Люцифер. Тем не менее он не брезговал пользоваться сатанинскими образами, например, описывая себя как «Зверя 666» и ссылаясь на Вавилонскую блудницу в своих литературных работах, в то время как в более преклонном возрасте посылал друзьям «антирождественские открытки». В своих сочинениях Кроули иногда называл Айвасса Сатаной, а однажды — «нашим Господом Богом Дьяволом». Кроме того,  он пишет, что Айвасс - это, вероятно, демон, бог или даже человек.
Тексты ритуалов и гимнов Крули многократно обращаются к образу единого бога. Текст его магичекой клятвы гласит: «Я, в присутствии Господина Вселенной, и всех Божественных и Ангельских Сил, связываю себя духовно. Клянусь объединить мое сознание с Божественным, насколько мне будет позволено, и насколько я получу помощь от Богов, Живущих Вечно. И я полностью подчиняюсь Божественной Воле. Не оставлять места Злу; и совершать вечную войну против Сил Зла: пока даже они не станут искупленными во Свете.Всецело и полностью верить в Единого и Всемогущего Господа Бога; как написано «Блаженны уповающие на него». Созданноем им учение ставить перед практиком задачу установить контакт со Святым Ангелом-Хранителем, исполдьзуя ритуалы, йогу, медиатции, а так же практики преданного служения богу, описанные в работе Кроули "Liber Astarte vel Liber Berylli".
В своей важнейшей работе "Магия в теории и нап практик" Кроули пишет: "Дьявола не существует", и утверждает, что этим словом просто называют люых богов дргуих народов, а потому Дьволя - это Сатурн, Сет, Абраксас, Адад, Адонис, Аттис, Адам, Адонаи, и кто угодно еще, это общий термин, который может знать что угодно.  Религиовед Гордан Джурджевич утверждал, что Кроули «категорически не был» сатанистом «хотя бы по той простой причине, что попросту не считал себя таковым». И всё же оккультист выражал сильные антихристианские настроения, заявляя, что он ненавидит христианство «так же, как социалисты ненавидят мыло», что, вероятно, проистекало из его опыта общения с Плимутскими братьями. Однако в литературных трудах Кроули легко можно обнаружить влияние Библии короля Якова, особенно книги «Откровение Иоанна Богослова». Кроули также обвиняли в пропаганде человеческих жертвоприношений, в основном из-за отрывка в «Книге 4», в котором он заявил, что «ребёнок мужского пола, обладающий совершенной невинностью и высоким интеллектом, является наиболее удовлетворительной жертвой», и добавил, что ежегодно приносил в жертву около 150 человек (это заявление являлось насмешливой отсылкой к эякуляции, чего не осознавали критики оккультиста).

## Личная жизнь
Кроули считал себя одной из выдающихся фигур своего времени. Историк Рональд Хаттон утверждал, что в молодости Кроули был «ярким и потакающим своим желаниям молодым человеком», который «начал сознательное пренебрежение и провокацию социальных и религиозных норм», при этом его оградило от «возмущённого общественного мнения» унаследованное богатство. Хаттон также отмечал, что у оккультиста было «неутолимое желание» взять под контроль любую организацию, к которой он принадлежал, а также что он имел «склонность к жестоким ссорам» с теми, кто бросал ему вызов. Биограф Мартин Бут утверждал, что Кроули был «самоуверенным, дерзким, эксцентричным, эгоистичным, очень умным, высокоинтеллектуальным, остроумным, богатым и, когда ему это было удобно, жестоким». Точно так же писатель Ричард Б. Спенс отмечал, что Кроули был «способен на огромную физическую и эмоциональную жестокость», а биограф Лоуренс Сатин — что оккультист проявлял «храбрость, умение, бесстрашную энергию и замечательную сосредоточенность воли», в то же время демонстрируя «слепое высокомерие, мелкие припадки желчи [и] презрение к способностям своих собратьев». Телемит Лон Майло Дюкетт отмечал, что Кроули «ни в коем случае не был идеальным [человеком]» и «зачастую отталкивал тех, кто любил его больше всего».

### Политические взгляды
Кроули нравилось быть возмутителем и нарушителем общепринятой морали; писатель Джон Саймондс отмечал, что он «восстал против моральных и религиозных ценностей своего времени». Политическая мысль Кроули была изучена академиком Марко Пази, который выражал мнение, что для него социально-политические проблемы были подчинены метафизическим и духовным. Он не разделял ни левых, ни правых политических взглядов, и пожалуй, лучше всего характеризовался как «консервативный революционер», несмотря на то, что не был связан с базирующимся в Германии консервативным революционным движением. Пази так описал близость Кроули к радикальным идеологиям нацизма и марксизма-ленинизма, которые были нацелены на насильственный переворот общества: «Что Кроули нравилось в нацизме и коммунизме или, по крайней мере, что его интересовало в них, так это их антихристианские и революционные позиции, а также социально подрывные последствия этих двух движений. В их подрывной силе он видел возможность уничтожения старых религиозных традиций и создания пустоты, которую впоследствии смогла бы заполнить Телема». Кроули описывал демократию как «слабоумный и тошнотворный культ слабости», подчёркивая, что «Книга Закона» провозглашает: «Есть господин, а есть раб; есть знать, а есть крепостной; есть „одинокий волк“ и стадо». В этом отношении на него повлияли работы Фридриха Ницше и социальный дарвинизм. Хотя Кроули презирал бо́льшую часть британской аристократии, он считал себя аристократом и называл Лэрдом Болескина, однажды охарактеризовав свою идеологию как «аристократический коммунизм».

### Расовые и гендерные взгляды
Кроули был бисексуалом, но отдавал сексуальное предпочтение женщинам, его романтические отношения с мужчинами случались реже и в основном были сосредоточены в первой половине жизни. В частности, у него было влечение к «экзотическим женщинам». Оккультист утверждал, что влюблялся несколько раз; писатель Ричард Качиньский заявил, что «когда он влюблялся, он демонстрировал это всем своим существом, но страсть, как правило, длилась недолго». Даже в более позднем возрасте Кроули мог заинтересовать более молодых богемных женщин в качестве сексуального объекта, во многом благодаря своей харизме. Он применял термин «Алая женщина» по отношению к своим любовницам, которые, по его мнению, играли важную роль в его магической работе. Во время гомосексуального анального полового акта он обычно играл пассивную роль, которая, как считал Мартин Бут, «затрагивала его мазохистскую сторону». Основная тема многих работ оккультиста заключалась в том, что духовное просветление возникает через нарушение социально-сексуальных норм.
Кроули выступал за полную сексуальную свободу как для мужчин, так и для женщин. Он утверждал, что гомосексуалы и бисексуалы не должны подавлять свою сексуальную ориентацию: человек «не должен стыдиться или бояться быть гомосексуалом, если он является таковым в глубине души; он не должен пытаться нарушить свою истинную природу из-за общественного мнения, средневековой морали или религиозных предрассудков, которые хотели бы, чтобы он был иным». По другим вопросам он занимал более консервативную позицию; Кроули выступал против абортов по моральным соображениям, полагая, что ни одна женщина, следуя своей «истинной воле», никогда не захочет оного.
По мнению биографа Лоуренса Сатина, «явный фанатизм — постоянный второстепенный элемент в трудах Кроули». Сатин считал оккультиста «избалованным отпрыском богатой викторианской семьи, который воплощал многие из худших расовых и социальных предрассудков собирательного образа Джона Буля о его современниках из высшего сословия», отмечая также, что он «воплощал противоречие, которое корчилось внутри многих западных интеллектуалов того времени: глубоко укоренившиеся расистские взгляды, любезно предоставленные обществом, в сочетании с увлечением цветными людьми». Существуют сведения о том, что Кроули в ссоре со своим близким другом-евреем Виктором Бенджамином Нойбергом использовал антисемитские оскорбления, а также, что он имел противоречивые мнения о еврейском народе как расовой группе. Хотя он хвалил их «возвышенную» поэзию и заявил, что они проявляют «воображение, романтику, верность, честность и человечность», он также считал, что столетия преследований заставили некоторых евреев проявлять «алчность, раболепие, лживость, хитрость и прочее». Он также был известен тем, что восхвалял различные этнические и культурные группы; например, он думал, что китайский народ демонстрирует «духовное превосходство» над англичанами, и хвалил мусульман за проявление «мужественности, прямолинейности, тонкости и самоуважения».
И критики Кроули, и сторонники Телемы обвиняли Кроули в сексизме. Мартин Бут описывал оккультиста как проявляющего «повсеместное женоненавистничество», которое, по мнению биографа, возникло из-за плохих отношений Кроули с его матерью. В свою очередь, Лоуренс Сатин отмечал, что Кроули «в основном принимал понятие, имплицитно воплощённое в викторианской сексологии, о женщинах как о второстепенных социальных существах с точки зрения интеллекта и чувствительности». По мнению религиоведа Манон Хеденборг Уайт, некоторые из заявлений Кроули «несомненно женоненавистнические по современным меркам», однако она характеризовала отношение оккультиста к женщинам как сложное и многогранное. Комментарии Кроули о роли женщин в его письменных работах сильно разнятся, даже если они были созданы в аналогичные периоды. Оккультист описывал женщин как «морально неполноценных [существ]», к которым нужно относиться «твёрдо, доброжелательно и справедливо», одновременно утверждая, что Телема была жизненно важной для эмансипации женщин.

### Прочие взгляды и деятельность
Биографы Ричард Б. Спенс и Тобиас Чёртон предполагали, что Кроули мог быть шпионом британских секретных разведывательных служб и что, среди прочего, он мог присоединиться к Ордену «Золотой зари», с подачи разведки, чтобы следить за деятельностью Самуэля Мазерса, который, как известно, был карлистом. Помимо этого, Спенс выражал мнение, что конфликт между Мазерсом и лондонской ложей за храмовое помещение на Блайт-роуд был частью разведывательной операции по подрыву авторитета Мазерса, а также предполагал, что целью поездки Кроули в Мексику могло быть исследование перспектив залежей местной нефти. Кроме того, с точки зрения Спенса, визит Кроули в Китай мог быть организован как часть плана британской разведки по наблюдению за оборотом опиума в этом регионе. В свою очередь, Чёртон выражал мнение, что оккультист приехал в Москву по приказу спецслужб, чтобы шпионить в городе за революционными элементами.

## Наследие и влияние
«На сегодняшний день [он] рассматривается как источник вдохновения для многих людей, ищущих духовного просвещения и/или наставлений в магической практике. Таким образом, хотя при жизни его книги почти не продавались, и у него никогда не было множества учеников, в настоящее время все его ключевые работы постоянно переиздаются, а людей, называющих себя «телемитами» (то есть последователями религии Кроули), насчитывается несколько тысяч по всему миру. Более того, влияние Кроули на магически ориентированные новые религиозные движения в некоторых случаях было очень глубоким и всепроникающим. Также было бы трудно понять, к примеру, некоторые аспекты англосаксонского неоязычества и современного сатанизма без основательного знания доктрин и идей Кроули. В других областях, таких как поэзия, альпинизм и живопись, он, возможно, находился на вторых ролях, но будет справедливым признать, что в узкопрофильном контексте оккультизма он играл и продолжает играть важную роль».
После смерти Кроули остаётся влиятельной фигурой как среди оккультистов, так и в популярной культуре, особенно в Британии, но также и в других частях света. В 2002 году опрос BBC поместил Кроули на 73-е место в списке «100 величайших британцев». Ричард Кавендиш писал что «Алистер Кроули, обладая врождённым талантом, проницательным умом и решительностью, был самым подкованным магом, появившимся с XVII века». Учёный-эзотерик Эгиль Аспрем описал его как «одного из самых известных деятелей современного оккультизма». Учёный эзотерики Ваутер Ханеграаф утверждал, что Кроули был наглядным примером «тёмной стороны оккультизма», добавляя, что британец являлся «самым печально известным оккультным магом XX века». Философ Джон Мур высказывал мнение, что Кроули выделялся подобно «Современному Мессии» на фоне других выдающихся фигур оккультизма XX века, таких как Георгий Гурджиев, Пётр Успенский, Рудольф Штайнер или Елена Блаватская, также описывая его как «живое воплощение» «Фа́устовского человека» Освальда Шпенглера. Биограф Тобиас Чёртон считал Кроули «пионером исследования сознания». В свою очередь, Рональд Хаттон отмечал, что оккультист занял «важное место в истории современной западной реакции на восточные духовные традиции», в то время как Лоуренс Сатин считал, что он внёс «совершенно самобытный вклад» в распространение йоги на Западе.
Телема продолжала развиваться и распространяться после смерти Кроули. В 1969 году деятельность O.T.O. была возобновлена в Калифорнии под руководством Грэди Луи Макмёртри; в 1985 году право организации на главенствующий статус было безуспешно оспорено в суде конкурирующей религиозной группой Society Ordo Templi Orientis, возглавляемой бразильским телемитом Марсело Рамосом Моттой. Ещё одним известным американским телемитом являлся кинорежиссёр Кеннет Энгер, увлекавшийся сочинениями Кроули с юных лет. В Великобритании Кеннет Грант пропагандировал традицию, известную как Тифонианская Телема через созданную им организацию — Typhonian O.T.O., позже переименованную в Тифонийский орден. Оккультист Амадо Кроули утверждал, что является сыном Алистера; однако это было опровергнуто академическими исследованиями. По его мнению, Телема была ложной религией, созданной Кроули, чтобы скрыть свои истинные эзотерические учения, распространением которых он занимался.
Несколько западных эзотерических традиций, помимо Телемы, также находились под влиянием Кроули, причём учёный-религиовед Гордан Джурджевич отмечал, что «влияние Кроули на эзотеризм XX века и на современный эзотеризм огромно». Джеральд Гарднер, основатель Гарднерианской Викки, использовал большую часть опубликованных Кроули материалов при составлении Гарднерианской ритуальной литургии, в свою очередь австралийская ведьма Розалин Нортон также находилась под сильнейшим влиянием идей Кроули. В более широком смысле Кроули стал «доминирующей фигурой» в современном языческом сообществе. Лафайет Рональд Хаббард, американский основатель саентологии, был вовлечён в Телему в начале 1940-х годов (вместе с Джеком Парсонсом), и, как утверждалось, идеи Кроули повлияли на некоторые его будущие работы. Религиоведы Асбьёрн Дирендель, Джеймс Р. Льюис и Джеспер Питерсен отмечали, что, несмотря на то, что Кроули не был сатанистом, он «во многих отношениях воплощает досатанистский эзотерический дискурс о Сатане и сатанизме через свой образ жизни и свою философию», с его «имиджем и поведением», оказавшим «важное влияние» на последующее развитие религиозного сатанизма. К примеру, два выдающихся деятеля религиозного сатанизма, Антон Шандор Лавей и Майкл Акино, находились под влиянием трудов Кроули.
«Призыв [Кроули] к новому мировому порядку, выходящему за рамки условностей общества, как нельзя лучше подходил для либертарианской культуры секса, наркотиков и рок-н-ролла 1960-х годов. […] На заре 1970-х машина чёрной магии всё ещё была сильна. Само по себе это было не так уж и странно: в этот период зарождались оккультные книжные магазины, и дети революции были нетерпеливыми потребителями мистических произведений, которые продавались в этих магазинах. Этот момент духа времени, прославившийся в эпоху психоделии, перешёл в следующую эру, поскольку поп-культура продолжала свои исследования магии и мистицизма».
Помимо этого, Кроули оказал широкое влияние на британскую поп-культуру и контркультурные музыкальные жанры, такие как хэви-метал.
После пребывания в Чефалу, которое привлекло к нему внимание британской общественности, появились различные «литературные Кроули»; персонажи художественных произведений, прообразом которых являлся оккультист. Одним из первых был поэт Шелли Арабин из романа Джона Бакена «Танцующий пол» 1926 года. В новелле «Дьявол едет прочь» (1934) писатель Деннис Уитли также использовал образ Кроули как частичную основу для персонажа Дэмиена Моркаты, дородного лысого священника, лишённого сана, который занимается чёрной магией. Оккультистка Дион Форчун использовала образ Кроули в качестве основы для персонажей в своих книгах «The Secrets of Doctor Taverner» (1926) и «The Winged Bull» (1935).
Кроме того, оккультист фигурировал в качестве одного из персонажей на обложке альбома The Beatles «Sgt. Pepper’s Lonely Hearts Club Band» (1967), а его девиз «Do What Thou Wilt» был выгравирован на виниловой версии альбома «Led Zeppelin III» (1970). В 1971 году один из основателей Led Zeppelin Джимми Пейдж приобрёл Болескин-Хаус в личную собственность, и часть концертного фильма группы «Песня остаётся всё такой же» снималась прямо на его территории.
Хотя Дэвид Боуи лишь вскользь упоминает Кроули в тексте песни «Quicksand», высказывалось предположение, что лирика его хит-сингла «Let’s Dance» (1983) может представлять собой перефразирование поэмы оккультиста «Lyric of Love to Leah» (1923). Биографы музыканта провели анализ текстов альбома «Station to Station», сделав выводы, что они содержат зашифрованный магический символизм, а мотивом пластинки может быть столкновение «оккультизма и христианства». Более того, на обложку альбома первоначально планировалось поместить фотографию, на которой Боуи рисует мелом на полу каббалистическое «Древо Жизни» так, как его изображал Кроули. Помимо этого, в ноябре 1975 года музыкант создал пять шелкографий, вдохновлённых деятельностью оккультиста, под общим названием «Магическая серия». Эти пять художественных работ представляли собой визуальное воплощение поиска, который он вёл в то время. В 1997 году Боуи заявил, что никогда по-настоящему не верил в учение Кроули, и что самопровозглашённый мессия на самом деле не кто иной, как шарлатан. Тем не менее он вернулся к оккультной символике в своём последнем альбоме «Blackstar» (2016). В клипе на одну из песен этого альбома Боуи одет в тот же костюм, в котором запечатлён во время воссоздания нарисованного когда-то Кроули «Древа Жизни», а в другой песне он цитирует ритуал оккультиста под названием «Звёздный сапфир».
Под влиянием теорий Кроули находился английский музыкант Дэвид Тибет, отпечаток идей оккультиста заметен во многих аспектах его творчества: текстах, кавер-версиях и лирических темах его проекта Current 93, название которого отсылает к телемскому термину «93 Current». Помимо этого, творчеством Кроули увлекались такие андеграундные коллективы как Coil и Nurse With Wound, а фронтмена The Rolling Stones Мика Джаггера видели с его оккультной литературой перед выходом пластинки «Their Satanic Majesties Request», включавшей одну из самых известных песен ансамбля — «Sympathy for the Devil». В 2019 году английский рок-музыкант Twink выпустил альбом «Sympathy For The Beast: Songs from the Poems of Aleister Crowley», в основу текстов которого легли стихи, сочинённые оккультистом.
Огромное влияние Кроули на хэви-метал неоспоримо, в частности, влияние на «крёстных отцов» этого жанра — группу Black Sabbath, «и в самом названии которых, и в тематике песен (особенно дебютного альбома) сатанизм лился из каждого звука, из каждого имиджа». Кроме того, во время сольной карьеры музыкант Оззи Осборн вместе с соавтором Бобом Дэйсли сочинили песню под названием «Mr. Crowley» (1980), посвящённую оккультисту. Композиция британской группы Iron Maiden «Moonchild», вдохновлённая одноимённым произведением Кроули, открывает их 7-й студийный альбом «Seventh Son of a Seventh Son» (1988). Фронтмен Iron Maiden Брюс Дикинсон и режиссёр Джулиан Дойл также создали фантастический фильм ужасов «Химическая свадьба», где Кроули и ритуал «Moonchild» являются центром сюжета. Песня «Golden Dawn» культовой американской рок-группы Ministry является отсылкой к Ордену «Золотой зари», кроме того, при создании этого трека коллектив использовал сэмплы «Call of the Second Aethyr», енохианского песнопения Кроули, предназначенного для вызова духов. Польская блэк-дэт-метал-группа Behemoth выпустила композицию «O Father O Satan O Sun!», на своей 10-й пластинке «The Satanist» (2014), представив своё видение «The Bornless Ritual», ритуала который популяризировал Кроули, а классики трэш-метала Exhorder открывали одну из своих песен, «The Law», строчкой «Do what thou wilt shall be whole of the law» — одной из самых известных цитат оккультиста. Помимо этого, фраза композиции «Crown» швейцарской блэк-метал-группы Samael «A crown of thorns is still a crown» представляет собой точную цитату из поэмы «The Titanic», а тематика песни «Desecration of Souls» датского коллектива Mercyful Fate отражает сюжет «Moonchild». Кроме того, шок-рокер Мэрилин Мэнсон цитировал оккультиста в строчках песни «Misery Machine» из своего дебютного альбома «Portrait of an American Family»: «Do what I will», а также упоминал Телему — «We’re gonna ride to the abbey of Thelema».
В конце 1990-х Кроули начал привлекать к своей деятельности внимание учёных и представителей науки.

## Дополнительные материалы по теме
- Tully, Caroline (2010). Walk Like an Egyptian: Egypt as Authority in Aleister Crowley's Reception of The Book of the Law. The Pomegranate: The International Journal of Pagan Studies. 12 (1): 20–47. doi:10.1558/pome.v12i1.20. hdl:11343/252812. ISSN 1528-0268.